# Itea kiukiangensis
Itea kiukiangensis là một loài thực vật có hoa trong họ Iteaceae. Loài này được C.C. Huang & S.C. Huang ex H. Chuang miêu tả khoa học đầu tiên năm 1977.